# 木村朝之助
木村 朝之助（きむら あさのすけ）は、高砂部屋の十両格以上の行司が代々襲名している名跡である。当代で4代目である。

## 概要
初代は、後の18代木村庄之助（本名：浅野 甚太郎）。加賀国（現・石川県）出身。襲名期間は明治18年5月場所-大正10年5月場所。36年間も朝之助を名乗った。
2代目は、後の三役格・4代木村誠道。青森県出身。一度、朝之助から誠道を襲名した後、朝之助に戻していた時期がある。襲名期間は昭和22年11月場所-昭和27年1月場所及び昭和29年3月場所-昭和34年11月場所である。三役格に昇格してから一年と経たない昭和38年9月場所を最後に廃業している。
3代目は、後の33代木村庄之助（本名：野澤 要一）。青森県出身。2代目の弟子で昭和30年5月場所初土俵、昭和52年11月場所、十両格昇進と同時に襲名。立行司に昇格する直前の平成18年1月場所まで約28年間名乗り続けた。
4代目は、3代目の弟子の木村勝次郎が平成20年1月場所の十両格昇格と同時に襲名（本名：石田 勝也）。神奈川県出身。平成3年3月場所初土俵。行司としては珍しく、高校を卒業してからの入門である。入門時は若松部屋の所属であった。令和5年1月場所より幕内格に昇進。